# Eduard Wirsing
Eduard Wirsing, né le 28 juin 1931 à Berlin et mort le  22 mars 2022 à Cologne, est un mathématicien allemand, spécialiste de théorie analytique des nombres.

## Biographie
Wirsing étudie à l’université de Göttingen et à l’université libre de Berlin. Il soutient en 1957 sous la direction de Hans-Heinrich Ostmann, une  thèse intitulée « Über wesentliche Komponenten in der additiven Zahlentheorie »  (Sur les composantes essentielles en théorie additive).
Après une habitation  en 1959 à l'université de Brunswick, Wirsing obtient un poste en 1961 à l’université de Marbourg et y devient professeur en 1969. Il fait aussi pendant cette période plusieurs séjours à l’étranger, en. particulier en 1967-1968, à  l’université Cornell et en 1970-1971 à l'Institute for Advanced Study, à Princeton. À partir de 1974, Wirsing devient professeur à l'université d'Ulm. Il prend sa retraite en 1999, comme professeur émérite, mais continue ses recherches  mathématiques.

## Travaux
Wirsing a consacré plusieurs articles aux bases additives, en lien avec sa thèse. Une base additive est un ensemble d’entiers tel que, pour un nombre k, tout entier positif peut s’écrire comme la somme d’au plus k nombres de la base. Par exemple, le théorème de Lagrange montre que les carrés forment une base additive d’ordre 4, puisque tout entier est une somme de 4 carrés.
Par ailleurs, pour un ensemble A d’entiers positifs ou nuls, A(x) est le nombre d’éléments de A inférieurs ou égaux à x et {\displaystyle \sigma (A)} la densité de Schnirelmann de A, c’est-à-dire la borne inférieure de {\displaystyle {\frac {A(n)}{n}}}  sur les entiers n. Tout ensemble avec une densité de Schnirelmann strictement positive est une base additive. Une composante essentielle est un ensemble W d’entiers tel que si {\displaystyle \sigma (A)} existe, {\displaystyle \sigma (A+W)>\sigma (A)}.
Paul Erdös avait montré que toute base est une composante essentielle. En 1956, avec Alfred Stöhr, Wirsing a donné un  exemple montrant que la réciproque est fausse, plus simple que le premier exemple donné par Yuri Linnik en 1942 .
Wirsing a aussi prouvé que pour toute base additive d’ordre k avec quelques conditions techniques, il existe une sous-base d’ordre k dont la fonction de comptage est d’ordre {\displaystyle O((x\log x)^{\frac {1}{k}})}.
En 1961, Wirsing a publié une étude importante sur l’existence de moyennes asymptotiques pour certaines classes de fonctions multiplicatives (c’est-à-dire de fonctions telles que f(mm’)=f(m) f(m’) si m et m’ sont deux entiers premiers entre eux),. Il a ensuite amélioré ses résultats, ce qui lui a  permis de démontrer une conjecture de  Paul Erdős, selon laquelle une fonction multiplicative qui a deux valeurs seulement, 1 et -1 a une valeur moyenne. Une version effective de ses résultats a été donnée en 2017 par Gérald Tenenbaum.
Dans les années 1960, Wirsing a prouvé une généralisation du théorème de Thue-Siegel-Roth pour les corps de nombres algébriques,,.
Soit {\displaystyle \alpha } un nombre algébrique réel et un entier n positif, il y a un nombre fini de nombres algébriques  {\displaystyle \beta } de degré inférieur ou égal n (autrement dit solution d’une équation polynomiale irréductible à coefficients entiers de degré inférieur ou égal à n) tels que :
{\displaystyle \left|\alpha -\beta \right|<H(\beta )^{-(2n+\varepsilon )}} pour tout {\displaystyle \varepsilon } positif aussi petit que l’on veut.
Ici {\displaystyle H(\beta )} est la hauteur du nombre algébrique {\displaystyle \beta }, c’est-à-dire le maximum des valeurs absolues des coefficients du polynôme minimal sur {\displaystyle \mathbb {Z} } dont  {\displaystyle \beta } est une racine.
Ce résultat est le théorème de Roth lorsque le degré d est 1, c’est-à-dire qu’on cherche à approcher {\displaystyle \alpha } par des nombres {\displaystyle \beta } rationnels. La version générale de Wirsing montre qu’un nombre réel algébrique ne peut pas être bien approché par des nombres algébriques de n’importe quel degré. L’exposant 2n a été amélioré en n+1 par Wolfgang M. Schmidt.
Wirsing est aussi connu pour son travail sur la distribution de Gauss-Kuzmin. Il a donné des estimations de {\displaystyle r_{n}(x)=m_{n}(x)-{\frac {\log(1+x)}{\log 2}}}, où {\displaystyle m_{n}(x)} est la mesure de Lebesgue de l’ensemble des nombres dans l’intervalle (0,1) dont le développement en fraction continue régulière {\displaystyle [0;a_{1},a_{2},\ldots ]} est tel que {\displaystyle [0;a_{n+1},a_{n+2},\ldots ]} est plus petit que x. C’est dans ce contexte qu’il a introduit et calculé une constante mathématique universelle, {\displaystyle \lambda =0,303663029\ldots }, maintenant appelée la constante de Gauss-Kuzmin-Wirsing,,.